# Sorelle (film, 2006)
Pour les articles homonymes, voir Sorelle.
Pour plus de détails, voir Fiche technique et Distribution.
Sorelle est un film italien réalisé par Marco Bellocchio, sorti en 2006.

## Fiche technique
- Titre français : Sorelle
- Réalisation : Marco Bellocchio
- Scénario : Marco Bellocchio, Gloria Malatesta et Claudia Sbarigia
- Pays d'origine : Italie
- Format : Couleurs - 35 mm - Mono
- Genre : drame
- Durée : 70 minutes
- Date de sortie : 2006

## Distribution
- Pier Giorgio Bellocchio : Giorgio
- Elena Bellocchio : Elena
- Maria Luisa Bellocchio : Mariuccia
- Letizia Bellocchio : Letizia